# ニュートロン (ロケット)
ニュートロン (Neutron) は、アメリカとニュージーランドの企業であるロケット・ラボが開発中の人工衛星打ち上げ用の中型液体燃料ロケットである。ニュートロンは再使用可能なロケットで、地球低軌道に8,000 kgの打ち上げ能力を持つ。開発が明らかにされたのは2021年3月で、成長するメガコンステレーションの衛星打ち上げ市場がターゲットとされている。運用開始は2025年以降を予定している。燃料としては1段目/2段目ともに液体酸素 (LOX) と液体メタンを使用する。

## 設計
ニュートロンは全長42.8m・直径7mの中型ロケットであるが、一般的なロケットとは異なり、極めて特徴的な円錐台形状のデザインとなっている。このデザインは垂直着陸による1段目の再使用を想定したもので、底部が大きくなる形状とすることで、機体を安定して着陸させ、また発射台などのインフラを不要とすることを意図している。またフェアリングが、回収して再使用できるようロケットの1段目に統合されており、2段目が1段目の中にぶら下がるという独特の構造を取る。機体構造にはエレクトロンと同様に炭素繊維複合材が用いられる。
エンジンには新開発のアルキメデスエンジンが用いられる。アルキメデスは液体メタン/LOXを燃料とする推力約165,000 lbf (730 kN) のロケットエンジンで、1段目に9基、2段目に1基が搭載される。

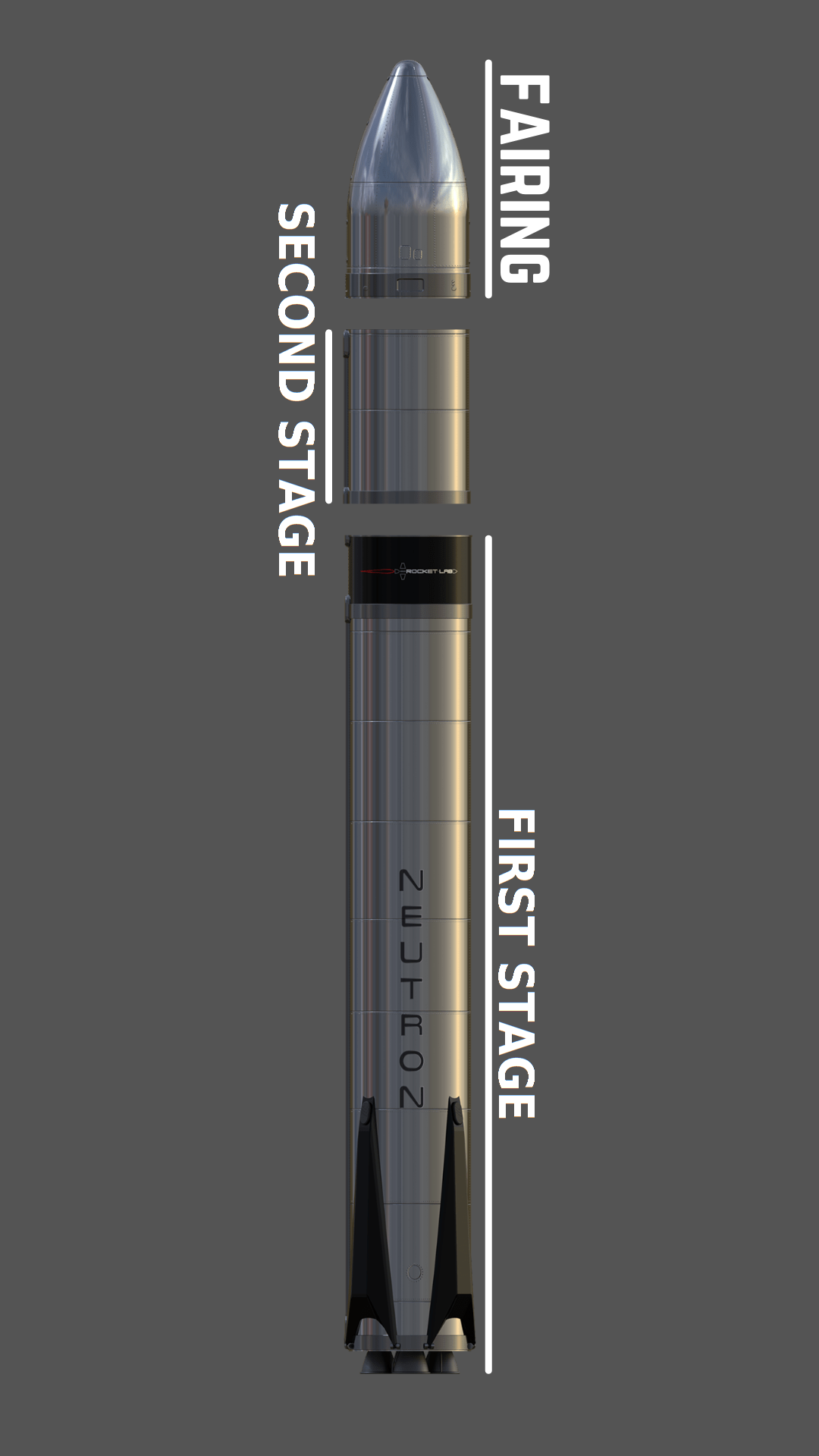
2021年3月に公開された初期デザイン。最初の構想では一般的なロケットと同じ形状をしていた

ニュートロンの設計は、2021年3月に初めて公開されてから、大きく変遷している。当初公開されたのは全長40mの一般的な形状をしたロケットで、直径4.5mのフェアリングを備え、大西洋に浮かぶ洋上プラットフォームに1段目を着陸させるという、既に実用化されているスペースX社のファルコン9を小型にしたような設計であった。同年12月の発表で現行の形状へと刷新され、その後は2022年9月にエンジンやフェアリングの設計変更が公表されている。

## 運用
ニュートロンの打ち上げは、アメリカ東海岸バージニア州の中部大西洋地域宇宙基地 (MARS) から予定されている。ロケット・ラボはまた、基地の近くでロケットを製造するための土地も探している。初打ち上げは当初は2024年が予定されていたが、開発の遅延から、2024年現在では2025年半ば以降になるとしている。

## 用途
ニュートロンは使い捨てで15,000kg、1段目を発射地点に戻して再使用する運用で8,000kgの打ち上げ能力を持つ。ロケット・ラボは将来的に、ニュートロンで有人宇宙飛行も可能となるようデザインを行っている。